# Wildparkstadion
O Wildparkstadion é um estádio de futebol e atletismo localizado na cidade de Karlsruhe, na região de Baden-Württemberg, na Alemanha.
Inaugurado em 7 de Agosto de 1955, passou por várias renovações ao longo do tempo (1978, 1986 e 1993). Atualmente possui 29.699 lugares para os jogos do Karlsruher SC na Bundesliga, porém apenas 14.724 são lugares com assento.